# Schloss Antoinettenruh

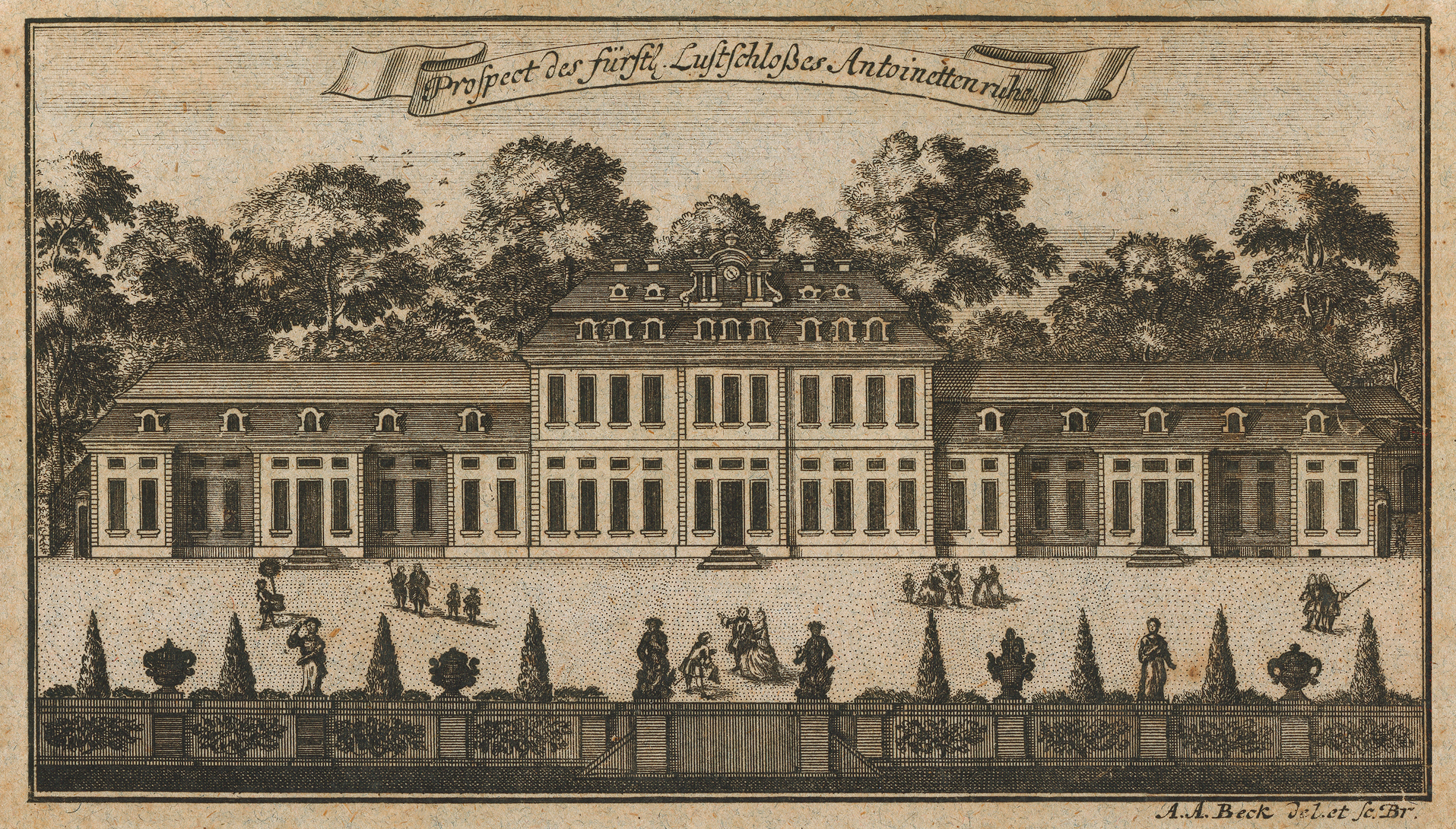
Prospect des fürstl. Lustschloßes Antoinettenruhe, Stich von Anton August Beck, um 1765

Antoinettenruh, Ansicht von Süden, Lithografie (zwischen 1826 und 1850)

Schloss Antoinettenruh war ein Lustschloss, das sich am südwestlichen Rand des Lechlumer Holzes an der Straße zwischen Wolfenbüttel und Braunschweig befand und das nicht mehr erhalten ist. Es wurde um 1733 für die Braunschweiger Herzogstochter und spätere Herzogin Antoinette Amalie errichtet, diente später der Herzogin Philippine Charlotte als Witwensitz und wurde 1832 bis auf einige Nebengebäude abgebrochen. Es wird dem Architekten Hermann Korb zugeschrieben.

## Beschreibung
Das 1733 errichtete Fachwerkschloss war ein insgesamt relativ breiter Bau, dessen zweigeschossiger Mittelteil von zwei recht langen, anderthalbgeschossigen Flügelbauten flankiert wurde. Der Mittelbau wies an der Stirnseite einen von Quaderpilastern eingefassten Mittelrisalit auf. Das gebrochene Dach hatte einen gebogenen Hauptgiebel mit Uhr und dreizehn Mansardenfenster. Das Treppenhaus war der Rückseite des Gebäudes zugewandt. Die Flügelbauten hatten jeweils drei Risalite und fünf Mansardenfenster im oberen Halbgeschoss. Rechts vom Schloss, also östlich der Straße nach Braunschweig, befanden sich einige Nebengebäude. In den Flügeln befanden sich je ein Gartensaal und vier Zimmer.
Der Garten war dem Schloss Wolfenbüttel, der Stadtkulisse und dem Vorharz zugewandt. Er war architektonisch und durch aufgeschüttete Terrassen aufgeteilt. Die Buchenbestände des Lechlumer Holzes waren teils in den Garten integriert. Es gab einen Rundtempel, in dem Antoinette Amalie beigesetzt werden sollte. Sie wurde jedoch nicht dort beerdigt.

## Geschichte
Bereits 1688/89 findet sich die Erwähnung eines „fürstlichen Lusthauses“. 1702 ließ Herzog Rudolf August hier unweit des heute noch bestehenden „Sternhauses“ einen 38 Morgen großen, etwas erhöht liegenden Garten anlegen und Pläne für ein Schloss fertigen, die aber wohl erst später umgesetzt wurden. Zwischen 1717 und 1720 wurde von dem Architekten Johann Martin Anhalt ein Gewächshaus errichtet. In dieser Zeit werden auch ein altes und ein neues „Lusthaus“ erwähnt. Der in Blankenburg residierende Herzog Ludwig Rudolf hielt sich hier bei seinen Besuchen in Wolfenbüttel auf. Aus seiner Zeit sind Stuckarbeiten in den Lusthäusern und die Ausschmückung des Gartens mit Plastiken des Bildhauers Heinrich Eversmann aus Blankenburg belegt.
Später ließ Ludwig Rudolf für seine Tochter, Antoinette Amalie (1696–1762), die spätere Gemahlin des Herzogs Ferdinand Albrecht II., einen Sommersitz errichten. Dieser erhielt den Namen Antoinettenruh und trug am Giebel ihr Monogramm. Auch als Witwe wohnte sie noch hier. Obwohl es ihr Wunsch war, wurde sie nicht hier bestattet.
Nach ihrem Tode zog eine weitere Herzogin, Philippine Charlotte, Gemahlin Karls I. und Schwester Friedrich II. hier mit ihrer jüngsten Tochter Auguste Dorothea ein. Sie veranstaltete in den Sommermonaten Konzerte und kulturelle Abende. Friedrich II. war mehrmals zu Gast.
Im Mai 1807 hielt sich Jérôme Bonaparte einige Stunden in Antoinettenruh auf. 1832 ließ Karl II. das Schloss abbrechen. Es blieben nur für wenige Jahre der Garten sowie einige Nebengebäude erhalten. Eines davon wurde zum Forsthaus, ein anderes zur Gastwirtschaft umgenutzt. Bilder und Mobiliar wurden verkauft.